# Chelsea (Massachusetts)
Chelsea és una ciutat dels Estats Units a l'estat de Massachusetts. Segons el cens del 2007 tenia 38.203 habitants.

## Demografia
Segons el cens del 2000, Chelsea tenia 35.080 habitants, 11.888 habitatges, i 7.608 famílies. La densitat de població era de 6.184,7 habitants per km².
Dels 11.888 habitatges en un 36,4% hi vivien nens de menys de 18 anys, en un 36,9% hi vivien parelles casades, en un 20,1% dones solteres, i en un 36% no eren unitats familiars. En el 28,8% dels habitatges hi vivien persones soles el 10,8% de les quals corresponia a persones de 65 anys o més que vivien soles. El nombre mitjà de persones vivint en cada habitatge era de 2,87 i el nombre mitjà de persones que vivien en cada família era de 3,5.
Per edats la població es repartia de la següent manera: un 27,3% tenia menys de 18 anys, un 10,6% entre 18 i 24, un 34,6% entre 25 i 44, un 16,3% de 45 a 60 i un 11,2% 65 anys o més.
L'edat mediana era de 31 anys. Per cada 100 dones de 18 o més anys hi havia 99,7 homes.
La renda mediana per habitatge era de 30.161 $ i la renda mediana per família de 32.130$. Els homes tenien una renda mediana de 27.280 $ mentre que les dones 26.010$. La renda per capita de la població era de 14.628$. Entorn del 20,6% de les famílies i el 23,3% de la població estaven per davall del llindar de pobresa.

## Poblacions més properes
El següent diagrama mostra les poblacions més properes.